# 鲍语晴
鲍语晴（1993年9月23日—），浙江杭州人，中國女子藝術體操運動員。

## 生平
2015年9月，鲍语晴代表中國參加在德国斯图加特舉行的世界藝術體操錦標賽。她與舒思瑶、杨晔、赵敬楠和张玲組成的隊伍以33.199分获得集体全能第八名，直接获得了里約奥运会的參賽资格。
2016年8月，鲍语晴代表中國參加在巴西里約熱內盧舉行的奧林匹克運動會，與舒思瑶、赵敬楠、杨晔和张玲組成隊伍出戰韻律體操女子團體全能比賽項目。她們在第一轮五人帶操項目取得16.333分，列第9名；在第二轮棒和圈操表演即将结束时，隊友杨晔因受伤而突然不能动弹，没能完成最后一个动作，最终中国队取得15.800分，列第11名，未能晋级决赛。